# 李載仁
李載仁（？—？），五代十国时荆南政治人物。
李載仁是唐朝皇室後裔，開平年間為避戰亂來到江陵，被武信王高季興任命為觀察推官；而《北夢瑣言》則有逸文提到他是後唐宰相韋說的外甥，曾任秘書郎。他為自己的才學而自負，獲高季興嘉賞和禮遇接待；但他行動遲緩，並不能服眾。
文獻王高從誨時，他轉任郎中。某一天李載仁赴召，剛剛上馬，就得知部曲互相毆鬥；他十分生氣，命廚子拿來飯和豬肉，叫毆鬥者一同進食，說：「下次再犯，就給你們吃加了酥油的豬肉！」聽到的人都為此事取笑他。史書又記載他和妻子閻氏二人異室而處，某天閻氏叩見，他拿《百忌曆》來看，大驚說：「今晚河魁在房間，不可以就宿！」
之後孫光憲掌書記，牋奏書檄都比李載仁出色，於是李載仁無所建樹，並怨恨孫光憲；不過孫光憲稍微避忌他，時人也以孫光憲為長者，之後史書就失去他的蹤影。

## 引用
1. ↑  《十国春秋·荊南·卷103》：李載仁，唐室之逺裔也。開平初，避亂來江陵，武信王署為觀察推官。
2. ↑  《三楚新錄·卷3》：有李載仁者，唐室之後也。唐末避亂於江陵，季興署為觀察推官。
3. ↑  《北夢瑣言·逸文·卷3》：李載仁，韋說之甥，除秘書郎。
4. ↑  《十国春秋·荊南·卷103》：（李載仁）自負才學，深為王所嘉賞，從容接待禮遇有加。然性迂緩，頗不厭眾心。
5. ↑  《十国春秋·荊南·卷103》：文獻王時，稍遷至郎中。
6. ↑  《十国春秋·荊南·卷103》：一日，赴王召，甫上馬，而部曲相毆。載仁怒，急命于厨中索飯及豕肉，命毆者對食，仍戒曰：「茍再犯，必當于豕肉中加酥！」聞者咸以為笑。
7. ↑  《十国春秋·荊南·卷103》：又與妻閻異室而處。一日，閻忽叩閣至，載仁亟取百忌曆視之。大驚曰：「今夜河魁在房，那可就宿！」其舉止多此類也。
8. ↑  《十国春秋·荊南·卷103》：及孫光憲掌書記，牋奏書檄皆出載仁右，載仁充位而已。由是與光憲有隙，光憲稍稍避，人以光憲為長者。